# Angelo Colombo (calciatore 1935)
Angelo Martino Colombo (Gattinara, 13 maggio 1935 – Vercelli, 13 marzo 2014) è stato un calciatore italiano, di ruolo portiere.
Malato da tempo, è morto nel 2014 all'età di settantotto anni.

## Carriera

Roberto Anzolin e Colombo alla Juventus nella stagione 1967-1968

Iniziò la sua carriera nella Pro Vercelli, nelle cui file disputò cinque campionati tra Serie D e C.
Seguì un anno al Messina e poi, nel 1960, il passaggio al Cagliari. Con lui in porta la squadra sarda compì il salto dalla Serie C fino alla massima categoria.
La Juventus lo acquistò nella stagione 1965-1966 per affidargli il ruolo di riserva di Roberto Anzolin. In tre anni di militanza bianconera vinse lo scudetto del 1966-1967, collezionando complessivamente 5 presenze in campionato, tutte concentrate nell'edizione del 1967-1968, tra cui il derby disputatosi pochi giorni dopo la morte di Gigi Meroni e conclusosi 4-0 per il Torino; in quello stesso anno scese in campo anche un incontro di Coppa dei Campioni contro i greci dell'Olympiacos.
Venne quindi ceduto al Verona nel novembre del 1968. In riva all'Adige ricominciò a giocare con più continuità alternandosi tra i pali con Giovanni De Min, Mario Giacomi e Pierluigi Pizzaballa.
Al termine della stagione 1972-1973, all'età di trentotto anni, abbandonò la Serie A per scendere in serie D  giocando altri due anni nell'Omegna prima dello stop definitivo.
Si è spento nella sua casa di Vercelli all'età di 78 anni. I funerali furono celebrati nella chiesa di Billiemme. Pochi mesi prima gli era stato dedicato un libro, «Il volo di Colombo», scritto da Gian Luigi Caron. Così si esprime l'autore: Angelo "Martino" Colombo detto "PennaBianca" è il portiere di calcio nato nella terra piemontese di Gattinara nel 1935, che dal 1955 al 1975 ha volato tra i pali d'Italia, partendo dalla cittadina del vercellese e indossando successivamente maglie diverse a partire da quella della Pro Vercelli al Messina, dal Cagliari alla Juventus e poi con il Verona, chiudendo la carriera a Omegna (VCO) ormai quarantenne. La Sardegna è stata per lui il luogo che lo ha reso famoso per le gesta compiute agli inizi degli anni sessanta nella squadra del Cagliari, col quale iniziò, in serie C, per arrivare a solcare i campi di serie A e lasciarlo con una squadra forte in cui si segnalava il giovane Gigi Riva oltre a grandi talenti che pochi anni dopo vinsero lo scudetto. Dal 1965 al 1973 la serie A ha visto Colombo distinguersi come ottimo portiere e non solo. Il libro "Il volo di Colombo" ripercorre le tappe calcistiche della sua carriera, attraverso immagini, schede e ricordi e ad un breve racconto di Gianluigi Caron, nipote di Giampiero Boniperti, che condivise con lui l'esperienza bianconera, seppur non più da giocatore. I suoi capelli imbiancarono precocemente rendendo la sua figura inconfondibile tra i pali per tantissimi anni.

### Club

#### Competizioni nazionali
- Campionato italiano Serie C: 1

Cagliari: 1961-1962 (girone B)
- Campionato italiano: 1

Juventus: 1966-1967